# Oliver Seitz
Oliver Seitz (* 25. Januar 1966) ist ein deutscher Chemiker und Hochschullehrer an der Humboldt-Universität Berlin (bioorganische Chemie und Synthese).
Seitz studierte ab 1985 Chemie an der Johannes-Gutenberg-Universität Mainz mit dem Diplom 1991 und wurde dort 1995 bei Horst Kunz promoviert (A novel allylic anchor-group for solid phase synthesis of peptides and glycopeptides). Die Dissertation erhielt den Dissertationspreis der Universität Mainz. Als Post-Doktorand war er 1996/97 am Scripps Research Institute bei Chi-Huey Wong und befasste sich mit chemo-enzymatischer Festkörperphasen-Synthese und Enzym-katalysierter Fragment-Kondensation. Ab 1997 war er an der Universität Karlsruhe  und 2000 bis 2003 am Max-Planck-Institut für molekulare Physiologie und am Institut für Organische Chemie der Universität Dortmund bei Herbert Waldmann als Gruppenleiter in der Abteilung chemische Biologie. 2002 habilitierte er sich in Dortmund.  2001 erhielt er den Bennigsen-Foerder-Preis und 2002 war er Heisenberg-Stipendiat der DFG. 2003 wurde er Professor für organische und bioorganische Chemie an der Humboldt-Universität Berlin.
Er entwickelte Nukleinsäure-Templat gesteuerte Reaktionen für die Peptidsynthese. Ein Ziel ist die Entwicklung chemischer Reaktionen und Synthesen, die nur bei bestimmten RNA oder DNA-Sequenzen stattfinden und so zell-spezifisch wirken können, zum Beispiel Bildung toxischer Moleküle in Krebszellen. Ein weiteres Anwendungsgebiet von Nukleinsäure-Templat Reaktionen ist die DNA/RNA-Diagnose.
2018 erhielt er die Max-Bergmann-Medaille für Arbeiten zu templatgestützten Peptid- und Nukleotidreaktionen und er erhielt den Tetrahedron Young Investigator Award. 2014 erhielt er einen Advanced Grant der ERC.

## Schriften (Auswahl)
- mit H. Kunz: HYCRON, an allylic anchor for high-efficiency solid phase synthesis of protected peptides and glycopeptides, Journal of Organic Chemistry, Band 62, 1997, S. 813–826
- Glycopeptide synthesis and the effects of glycosylation on protein structure and activity, ChemBioChem, Band 1, 2000, S. 214–246
- mit G. Köhler, D. V. Jankote: Forced Intercalation Probes (FIT Probes): Thiazole Orange as a Fluorescent Base in Peptide Nucleic Acids for Homogeneous Single-Nucleotide-Polymorphism Detection, ChemBioChem, Band 6, 2005, S. 69–77
- mit T. N. Grossmann: DNA-catalyzed transfer of a reporter group, J. Am. Chem. Soc., Band 128, 2006, S. 15596–15597
- mit C. Haase, H. Rohde: Native chemical ligation at valine, Angewandte Chemie, Int. Ed., Band 47, 2008, S. 6807–6810
- mit F. Mende: 9-Fluorenylmethoxycarbonyl-Based Solid-Phase Synthesis of Peptide α-Thioesters, Angewandte Chemie Int. Ed., Band 50, 2011, S. 1232–1240
- mit A. Erben, T. N. Grossmann: DNA-Triggered Synthesis and Bioactivity of Proapoptotic Peptides, Angew. Chem. Int. Ed., Band 50,  2011, S. 2828–2832
- mit S. Kummer u. a.: Fluoreszenzbildgebung der mRNA von Influenza-H1N1 in lebenden infizierten Zellen durch FIT-PNA mit einem einzigen Chromophor, Angewandte Chemie, Band 125, 2011, S. 1972
- mit Carlo Fasting u. a.: Multivalenz als chemisches Organisations- und Wirkprinzip, Angewandte Chemie, Band 124, 2012, S. 10622–10650
- mit J. Lotze, U. Reinhardt, A. G. Beck-Sickinger: Peptide-tags for site-specific protein labelling in vitro and in vivo, Molecular BioSystems, Band 12, 2006, S. 1731–1745
- Templated chemistry for bioorganic synthesis and chemical biology, Journal of Peptide Science, Band 25, 2019, e3198